# Gelanes clypeatus
Gelanes clypeatus är en stekelart som först beskrevs av Horstmann 1971.  Gelanes clypeatus ingår i släktet Gelanes och familjen brokparasitsteklar. Inga underarter finns listade i Catalogue of Life.